# クラマトルスク駅へのミサイル爆撃
クラマトルスク駅へのミサイル爆撃（クラマトルスクへのミサイルばくげき）は、2022年4月8日の朝にロシア軍がクラマトルスク市からの避難民に対して行ったミサイル攻撃。クラマトルスク駅は戦術弾道ミサイルシステムOTR-21 トーチカから発射されたクラスター弾頭を搭載した2発のミサイルによって攻撃された。

## 経緯
クラマトルスクは紛争地であるドネツィク州に属していたが、2022年2月に始まったロシアのウクライナ侵攻でも一部空襲があった程度で比較的平穏であった。しかし4月になると東部においてロシア軍が攻勢を強化するという情報もあり、クラマトルスクから避難しようとする多くの市民が駅に集っていた。地元ドネツク州の検察当局の発表では、当時クラマトルスク駅には女性や子供を中心とする4,000人ほどの避難民がいたという。
4月8日10時30分頃、クラマトルスク駅上空で弾道ミサイルの9N123クラスター弾頭が起爆、最終段階で散布された金属球によって子供5人を含む少なくとも50人が死亡した。ウクライナ鉄道の代表は弾道ミサイルは駅周辺に2発が飛来したとし、目撃者の証言では、5回から10回の爆発音があったという。
攻撃翌日の時点でウクライナはロシア側、ロシアはウクライナ側による攻撃であると声明している。ウクライナのウォロディミル・ゼレンスキー大統領は攻撃がトーチカU（スカラベ-B、SS24）によるものであると発表し、またロシア側も同様にトーチカUであるとしている。アメリカ合衆国国防総省高官は、トーチカUはウクライナ国内に設置されたロシア側の拠点から発射されたものではないかと見ている。
またBBCウクライナ語版も、トーチカUをロシア軍がウクライナのデスニャンカで使用したことを伝え、ブースターが無傷で残るのはクラスター弾頭が使われた時の通例であるとしている。
一部の海外メディアは、西側関係者が、チェチェンやシリアで残虐行為に及んだロシア軍のドボルニコフ司令官が駅攻撃を命じたのではないかと考えていると報じている。

## 反応

### ウクライナ以外の批判
アメリカ合衆国のジェン・サキ大統領報道官は「安全な場所へ避難しようとしている市民を攻撃したロシアによる恐ろしい残虐行為だ」と非難している。
日本の林芳正外務大臣は「ロシアがウクライナ東部クラマトルスクの鉄道駅をミサイルで攻撃し、避難しようとしていた多数の民間人を殺害したことを強く非難します。」とし、戦争犯罪であるという認識を示した。
アントニオ・グテーレス国際連合事務総長は国際人道法や国際人権法への重大な違反であると指摘し、「全く容認できない」と声明を発した。
国際連合児童基金は、クラマトルスク駅が避難や援助のための重要な拠点であったとし、攻撃を強く非難した。

### ロシアおよび親ロシア派の反応
攻撃直後、親ロシア派のニュースサイトはアプリ「Telegram」で「ウクライナ軍が集結しているクラマトルスクの駅を10分前に攻撃した」と配信していたが、これらの配信はまもなく削除された。BBCウクライナ語版では、これはドネツィクの「Типовий Донецьк」のテレグラムチャンネルから配信されているものとし、スクリーンショットを掲載している。その後ロシア国防省は攻撃を否定し、トーチカUを現在保持していないと声明している。しかし2月24日のドネツィク州への病院爆撃でトーチカUがロシア側によって使用されているほか、ベラルーシ国内でロシア軍の標章が書かれた車両によってトーチカUのシステムが運搬される様子や、ベラルーシ・ウクライナ国境付近にトーチカUが設置された様子は動画撮影されており、ロシアが保持していないという情報は信憑性が低いと見られている。
ロシアのイズベスチア紙は、目撃者の写真だとする画像を載せ、「Ш91579」のシリアル番号から駅に落下したミサイルはウクライナ軍によって攻撃がなされたことを証明していると主張し、刑事訴訟を開始したと伝えている。
ロシア国防省が運営するテレビ局ズヴェズダもウェブサイトでで「Ш91579」のシリアル番号の写真を載せ、トーチカUを使っているのはウクライナ軍だけであると主張している。一方で2022年2月15日の記事では、ロシアがベラルーシと合同軍事演習を行いトーチカUからミサイルを2発発射している動画付きの記事を掲載している。

## 報道
日本語
- 避難待つ駅に弾道ミサイル「ＳＳ２１」　５２人死亡
- ウクライナ鉄道駅攻撃で５０人死亡、短距離弾道ミサイル使用か　米分析
- ウクライナ 駅にミサイル52人死亡 市民の犠牲者増え続ける
- ロシア、駅避難民に無差別攻撃　クラスター弾か、被害拡大も
- ロシア軍はトーチカU弾道ミサイルをまだ保有している

## За детей
- イズベスチア紙は、これはロシア語で«Это за детей»の意味だと解している。[20]これは英語では This is for the children. に相当し、日本語であれば「これは子供たちのために」となる。
- ニューズウィークはベルリン在住の専門家の意見を引用し、これは報復のメッセージに解釈できる、 'За детей'も'Для детей'も両方、「子供たちに」と訳せるが、後者だと「子供を狙う」になるが、前者だと「だってお前らは子供達に悪いことをしていただろう」になり、それはウクライナ人はロシアの子供たちを殺したという明らかな嘘に騙されたものであろう。「ドンバスのロシアの子供たちはウクライナの爆撃に苦しんでいる」というのは過去8年間、非常に頻繁に見かけるロシアのプロパガンダ話だったと述べている。[21]
- ウクライナのニュースサイトDonPressは、ミサイルの残骸の写真と共に、ロシアの典型的な訓練マニュアルには「ドンバスの子供たちが砲撃されていた8年間、お前はどこにいたのか」と書かれている旨を解説者がコメントしている。[22]

## 画像
2022年ロシアのウクライナ侵攻前
- 2014年に改装された駅
- 線路側から見た駅舎。2019年撮影。
- 攻撃に使用されたのと同型のトーチカU。エカテリンブルクでの軍事パレードの際のもの。

上記写真では人もまばらな駅であるが、2022年4月8日付けのBBCは、最近は何万人もの人々がウクライナ東部を脱出するためにクラマトルスク駅を利用していたと人でごった返すホームの写真を掲載している。
ミサイル攻撃直後
- 攻撃の結果
- 血に染まったぬいぐるみ。攻撃で亡くなった5人の子供の誰かが所有していたと思われる。
- 犠牲者
- 何百人もの人々が避難するために列車を待っていた一時的な待合室に着弾。警察、救助隊、爆発物処理班、衛生兵。
- ウクライナ警察撮影の動画